# Pont du Bras de la Plaine
Die Pont du Bras de la Plaine ist eine Straßenbrücke auf der Insel La Réunion im Indischen Ozean, die als französisches Übersee-Département zur Europäischen Union gehört. Sie führt die Route départementale D 26 in 110 m Höhe über die Schlucht des Bras de la Plaine, der sich nach einigen Kilometern mit dem Bras de Cliaos zur Rivière Saint-Étienne vereinigt, und verbindet den auf halber Höhe gelegenen Ort Entre-Deux mit den höher gelegenen Ortsteilen von Saint-Pierre.

## Beschreibung
Die 305 m lange und 11,9 m breite Brücke hat eine Spannweite von 280,7 m. Sie hat zwei Fahrspuren und durch Markierungen getrennte Radwege. Die Benutzung ihrer beiden Gehwege ist nicht mehr erlaubt, seitdem außerhalb der Geländer Stacheldraht angebracht wurde, um Suizide zu verhindern.
Die Brücke ist eine Verbundkonstruktion aus einer Spannbeton-Fahrbahnplatte, zwei pfostenlosen Fachwerken aus Stahlrohren und einer gebogenen Betonplatte als Untergurt. Das Gewicht der beiden Kragarme der Brücke wird von großen Gegengewichten außerhalb der Widerlager ausgeglichen.
Die beiden Fachwerke übernehmen die Funktion der Stege eines Hohlkastens mit trapezförmigem Querschnitt. Ihre Bauhöhe nimmt von 17,6 m an den Widerlagern ab auf 4 m am Scheitel. Die Stahlrohre haben einen äußeren Durchmesser von 610 mm, nur die Rohre am Scheitel sind 324 mm stark. Sie haben an der Fahrbahnplatte einen gleichbleibenden Achsabstand von 12,70 m.
Die untere Platte aus Stahlbeton ist parabelförmig gebogen. Ihre Abmessungen sind durch die veränderlichen Fußpunkte der Stahlrohre und die unterschiedlichen Lasten bestimmt. Sie ist an den Widerlagern 4,12 m breit und 1,70 m hoch; am Scheitel ist die Platte 0,20 m dick, ihre Randbalken sind 0,65 m stark. Während die Fahrbahnplatte durchlaufend ist, hat die untere Platte im Scheitel eine Lücke zwischen den Fußpunkten der letzten Stahlrohre.
Die Brücke wurde im Freivorbau errichtet. Ein Kabelkran mit zwei 35 m hohen Masten und einer Spannweite von 415 m versorgte die Baustelle. Dazu konnten die Spitzen der Masten seitlich um 8 m nach beiden Seiten geneigt werden. Die Fahrbahnplatte wurde mithilfe eines Rüstträgers in Abschnitten von 12 m betoniert. Nach einem Abschnitt wurden die entsprechenden Stahlrohre des Fachwerks montiert. An die inzwischen ausgehärtete und durch die Stahlrohre gestützte Fahrbahnplatte wurde ein Rüstträger für die untere Platte gehängt. Nachdem dieser betoniert und somit der erste Abschnitt des Kragarms fertiggestellt war, wiederholten sich die Abläufe.
Die Brücke wurde von Jean Muller International mit der gestalterischen Unterstützung durch den Architekten Alain Amadéo entworfen und in den Jahren 2000 bis 2002 mit finanzieller Unterstützung seitens der Europäischen Union von Bouygues ausgeführt.
Sie erhielt 2003 den Outstanding Structure Award der International Association for Bridge and Structural Engineering (IABSE).